# Toubab

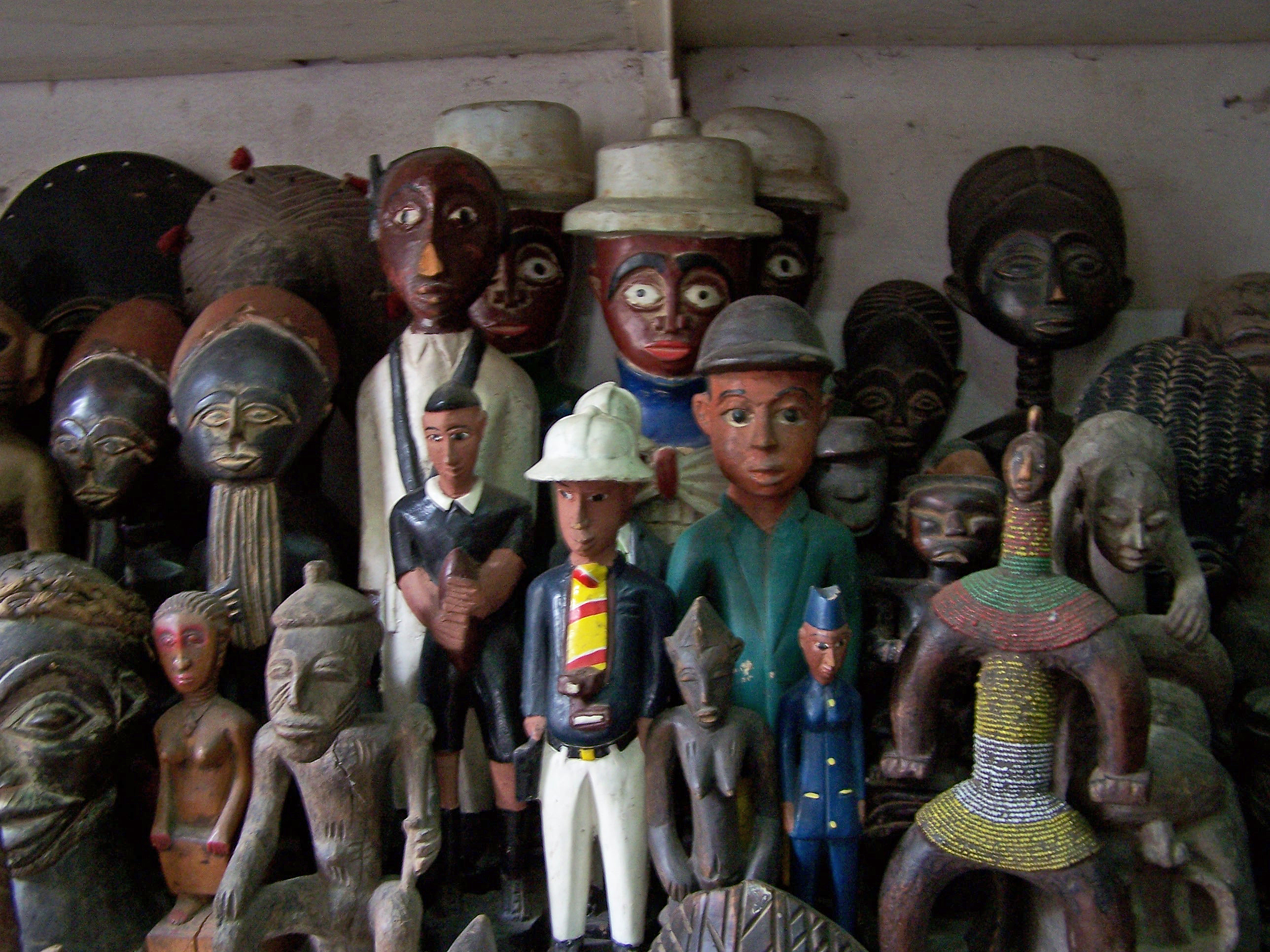
Statuettes de toubabs dans les collections du Musée Théodore Monod d'art africain de Dakar.

Toubab (en malinké toubabou, toubab ou encore en wolof tubaap, tubaab, également toubabe, toubabou, tuab, tubab) est un terme utilisé en Afrique de l'Ouest, principalement en Guinée, au Mali, au Sénégal, en Gambie et en Mauritanie, mais aussi en Côte d'Ivoire, pour désigner toute personne à peau blanche, à l'exclusion des Arabo-Berbères, quelle que soit sa nationalité. Il fait donc généralement référence à des Européens.
 
Par extension, il peut aussi désigner des étrangers en général ou des Africains ayant adopté un mode de vie à l'occidentale, voire dans certains cas plus spécifiques, les habitants de la ville de Saint-Louis du point de vue des Sénégalais de l'intérieur du pays.

## Étymologie
De très nombreuses hypothèses ont été avancées quant aux origines de ce mot :
- En 1900, la revue coloniale publie le mot utilisé au Sénégal par les Wolof pour désigner des personnes à peau blanche d'origine européenne[5].
- En 1917, Maurice Delafosse publie une étude sur l'origine du mot[6].
- En 1931, André Demaison, dans son ouvrage Diaeli, le livre de la sagesse noire[7], affirme que le mot toubab vient du wolof et du mandingue et signifie « homme puissant » ; il évoque aussi une similitude avec le mot hindou tsoubab ou « dignitaire », et avec l'appellation malaise touan, qui a la même signification.
- Une déformation du mot arabe tabib (signifiant « médecin »[4], voir aussi Toubib).

## Variantes grammaticales et lexicales
Au féminin, il peut également rester invariable ou prendre des formes telles que « toubabess » ou « toubabesse », comme dans la phrase suivante « Il paraît, entre autres, que ton frère arrive aujourd'hui avec une toubabesse » d'Ousmane Sembène dans O pays, mon beau peuple !
On rencontre également d'autres dérivés, tels que le verbe « toubabiser » ou les substantifs « toubabisme » et « toubabité ».
Les Africains occidentalisés ou les Noirs déracinés et assimilés sont parfois désignés par l'expression « toubab noir » qui prend alors une connotation péjorative.
En France, la variante verlan « babtou » est fréquente, elle a cependant un connotation différente du terme original utilisé en Afrique. Selon certains, le terme babtou est plutôt péjoratif, souvent utilisé pour exprimer une forme de mépris voire de détestation vis-à-vis des personnes blanches, ils voient en ce terme l'expression d'un racisme anti-blanc, de la part des personnes non-blanches, comme dans les paroles de la chanson "La vie qui va avec" du rappeur Sefyu, où il dit "Tu vois un babtou y'a une hagra qui va avec", signifiant soit que les personnes blanches risquent d'être agressés physiquement gratuitement pour le seul fait d'être blanc, par des jeunes non-blancs, soit que non-blanc risque d’être agressé, colonisé et dépouillé de ses possessions sur ses propres terres.

## Synonymes
En français, le mot comporte de nombreux synonymes en fonction du contexte : Blanc, Blanche, comme en témoignent les nombreuses références dans le roman d'Ousmane Sembène, Les Bouts de bois de Dieu ; Européen, Européenne ; instruit, acculturé, assimilé.
Depuis les années 2020, on le retrouve plus utilisé en verlan en France métropolitaine, le petit robert l'ayant même consacré dans son édition 2023 en verlan.
En wolof, les synonymes peuvent aussi être xonq nopp (oreilles rouges) ou nit ku weex (homme blanc).